# توني لي (كاتب)
توني لي (بالإنجليزية: Tony Lee)‏ هو كاتب سيناريو بريطاني، ولد في 30 يونيو 1970 في Hayes, Hillingdon ‏ في المملكة المتحدة.

## وصلات خارجية
- الموقع الرسمي
- توني لي على موقع IMDb (الإنجليزية)
- توني لي على موقع ميوزك برينز (الإنجليزية)